# Фан Їчжи
Фан Їчжи (方以智, 1611 — 1671) — китайський філософ, вчений-енциклопедист часів династії Мін, який займався астрономією, філологією, лінгвістикою, музикознавством, медициною та ін науками, першим в Китаї провів термінологічне розрізнення «філософії» та «науки» та стверджував єдність конфуціанства, даосизму й буддизму.

## Життєпис
Народився у 1611 році у місті Тунчен провінції Аньхой. Походив з видатної родини. Його дід Фан Дачжень (помер у 1631) мав вищий науковий ступінь цзіньши, був заступником голови Верховного ревізійного наказу (Діліси), а батько Фан Кунчжао (1591—1655, цзіньши) був губернатором провінцій Хунань і Хубей.
У 1634 році, прибувши в південну столицю Нанкін, Фан Їчжи разом з Хуан Цзунсі став одним з активістів «Товариства відродження» (Фуше), що успадкувало соціально—політичні установки дунліньской школи (Дунлінь-сюепай). У 1640 році здобув ступінь цзіньши і посаду історіографа при академії Ханьлінь.
Після втрати династією Мін влади у Пекіні в результаті нашестя маньчжурів втік на південь і, взявши нове ім'я У Шиґун і прізвисько Юйдаожень (Даос-простак), заробляв на життя торгівлею ліками. Коли на півдні у м. Чжаоцин провінції Ґуандун князь Ґуй (Чжу Юлан) проголосив себе продовжувачем династії Мін, що правив під девізом Юнлі (1647—1661), Фан Їчжи отримав придворний чин у службі забезпечення імператриці і спадкоємця, ставши також імператорським тлумачем класики. Однак під тиском всесильного старшого палацового євнуха Ван Куня склав з себе повноваження і зник на півдні в гірському районі Ґуйлінь, де зустрічався з найбільшим філософом і вченим того часу Ван Фучжи.
Після вторгнення у 1650 році маньчжурських військ до провінції Ґуандун Фан Їчжи, щоб уникнути арешту, в Учжоу (сучасний Гуансі-Чжуанський автономний район), прийнявши постриг, став буддистським ченцем і взяв нові імена і прізвиська: Дачжи (Велика Мудрість, Махамат), Хунчжи (Той, що поширює Мудрість), Уке (Той, хто не дозволяє), Яоді (Земля Зцілення), Фушань-юйчже (Фушаньскій простак), Юйчже-даши (Наставник-простак), Цзівань-лаожень (Старець з Найкращими пігулками).
Потім він вирушив у рідні краї й спочатку влаштувався у монастирі Небесного світу (тяньцзи-си) в Нанкіні, а потім перебрався в монастир Чистого існування (Цзінцзюй-си) у горах Цін'юань повіту Цзінань (сучасна провінція Цзянсі), де повністю віддався науковим заняттям.

## Творчість

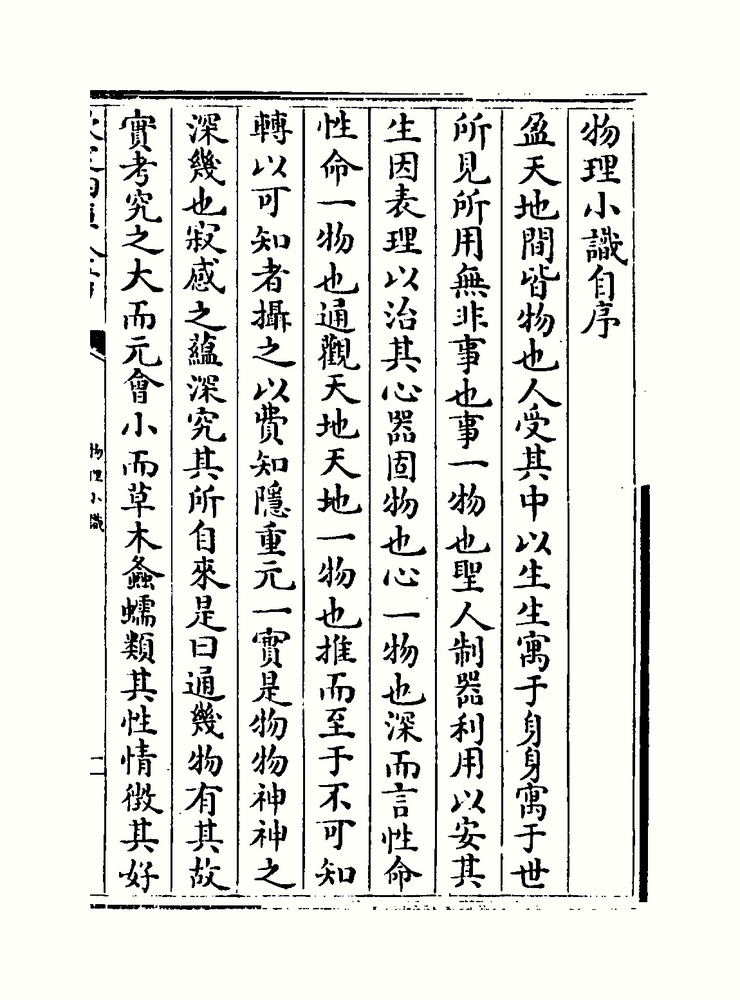
Уривок з книги «У лі сяо ши»

Фан Їчжи залишив багату письмову спадщину, що обчислювана сотнями тисяч ієрогліфів і представлена такими працями, як «У лі сяоши» («Попередні відомості про принципи речей»), «Тун я» («Проникнення в класику»), "Дун сі цзюнь "(«Рівність сторін»), «Яо-ді пао-чжуан» («Аптека Землі Зцілення»), «Ї юй»(«Залишки змін»), " Сін ґу "(«Основа [індивідуальної] природи»), «Ї ґуань вень да» («Питання та відповіді про пронизування єдиним»), «Юйчже-чжи-чаньши юй лу» («Записи висловлювань премудрого Наставника-простака»), «Фушань цянь хоу цзі» («Колишнє й наступне зібрання фушаньскіх [творів]»), «Бої цзі» («Зібрання притч») і ін. Найважливіший теоретичний твір Фан Їчжи «У чи сяо ши», за визнанням самого автора, висловленому в передмові, продовжило працю його вчителя Ван Сюаня «У чи зі» («Основи принципів речей»).
Книга «У лі сяо ши» 物理小識, що складається з 12 «сувоїв»-цзюаней, вперше була опублікована в епоху Кансі (1662—1722), а потім, перевидавалася у 1884 і 1937 роках. У ній Фан Їчжи не тільки виклав доступні йому наукові відомості в гранично широкому діапазоні, що включало астрономію, метеорологію, географію, мінералогію, ботаніку, зоологію, літочислення, музикознавство, антропологію, медицину, кулінарію, історію одягу і начиння, окультні науки, мантики та ін, але й запропонував класифікацію знань, які в найзагальнішому вигляді розділив на три сфери: філософську, природознавство, управлінську.
Фан Їчжи був знайомий з деякими науково-технічними досягненнями Заходу, принесеними в Китай наприкінцікін. XVI ст. місіонерами-єзуїтами.
В останні роки життя у Фан Їчжи посилилися релігійні настрої, прагнення до об'єднання трьох навчань (конфуціанства, буддизму та даосизму) на основі визнання сутності буття як «великого єдиного» (тай ї), або «істинного єдиного» (чжень ї).